# NGC 1678
NGC 1678 est une galaxie lenticulaire située dans la constellation d'Orion. NGC 1678 a été découverte par l'astronome germano-britannique William Herschel en 1786.

## Caractéristiques
Sa vitesse par rapport au fond diffus cosmologique est de 4 554 ± 12 km/s, ce qui correspond à une distance de Hubble de 67,2 ± 4,7 Mpc (∼219 millions d'al).